# James Metcalfe (homme politique canadien)
Pour les articles homonymes, voir James Metcalfe et Metcalfe.
James Metcalfe (1822-13 septembre 1886) est un homme politique canadien de l'Ontario. Il est député fédéral libéral de la circonscription ontarienne de York-Est de 1867 à 1878.

## Biographie
Né dans le comté de Cumberland en Angleterre, Metcalfe étudie l'architecture avec son père à Manchester. En 1841, il immigre dans le Haut-Canada et travaille comme constructeur immobilier à Toronto. Après un passage à Melbourne en Australie où il travaille comme entrepreneur en construction, il revient à Toronto en 1858. Il sert plus tard comme vice-président de la Royal Canadian Bank (en).
La construction de la cathédrale Saint-Jacques de Toronto, de l'université de Trinity College, du St. Lawrence Hall et du premier bureau de poste de Toronto (en).
Metcalfe meurt à Toronto à l'âge de 64 ans.